# Manuel Robbe
Pour les articles homonymes, voir Robbe.
 (mars 2008).
Manuel Robbe, né Emmanuel Robbe le 16 décembre 1872 à Paris, où il est mort  le 5 juillet 1936, est un peintre et graveur français.

## Biographie
Emmanuel Robbe naît dans le 19e arrondissement de Paris le 16 décembre 1872.
Fils d'Alfred Auguste Charles Robbe et de Marie Alphonsine Henry, le jeune Emmanuel Robbe fait des études au lycée Condorcet où il se lie d'amitié avec Gaston de Pawlowski, puis intègre le lycée Louis-le-Grand, un des meilleurs lycées de France.
Il devient ensuite élève de l'académie Julian où il côtoie de nombreuses personnalités, puis entre à l'école des beaux-arts de Paris.
En novembre 1897, il a un fils de Céline Bluem dite « Maud » (1877-1956), également prénommé Manuel, et qu'il reconnaît en 1899 avec pour témoins Jules Depaquit et Georges Delaw, à la mairie du 18e arrondissement de Paris. Le couple divorce en 1911.
Robbe devient rapidement un graveur accompli se spécialisant dans la technique de l'aquatinte.
Il expose régulièrement dans les salons de la Société des artistes français ; les marchands parisiens Edmond Sagot, Georges Petit et Pierrefort éditent et diffusent ses œuvres gravées.
En 1895, son affiche pour la lampe à pétrole L’Éclatante est reproduite dans la revue Les Maîtres de l'affiche éditée par Jules Chéret (1895-1900). Une gravure intitulée Menuet d'automne, est publiée dans L'Estampe moderne (1897).
En 1900, lors de l'Exposition universelle, son travail est récompensé de la médaille de bronze, pour une gravure intitulée L'été (eau-forte en couleurs de 25,5 × 40 cm). Ses dessins sont publiés dans Cocorico (1898-1900) et Le Frou-frou (1901-1902).
Entre 1905 et 1907, la galerie Georges Petit présente ses travaux dans le cadre salon annuel de la Société de la gravure originale en couleurs.
Durant sa vie d'artiste, Manuel Robbe produit beaucoup d'aquatintes, de pointes sèches, d'eaux fortes et quelques affiches publicitaires ainsi que de nombreuses œuvres uniques (huiles sur toile, aquarelles ou pastels).
Sportif accompli, il est capitaine de l'équipe d'escrime des Beaux-Arts, lors du championnat interprofessionnel de Paris en 1912.
Pendant la guerre de 1914-1918, alors qu'il est dégagé de toute obligation, il s'enrôle dans l'aviation comme pilote et se voit décerner la croix de guerre avec citations pour ses faits d'armes héroïques ; ce qui explique qu'on ne trouve pratiquement pas d'œuvres datant de cette époque, mais qui nous vaut plusieurs gravures représentant des avions militaires allemands et français.
Les œuvres de Manuel Robbe sont un témoignage émouvant de la vie des femmes et des hommes de son époque.
Manuel Robbe aime beaucoup voyager et a un réel attachement pour la Bretagne qu'il a dépeinte en de nombreuses occasions.
Atteint d'un mal incurable, il meurt dans le 18e arrondissement de Paris le 5 juillet 1936, après avoir consacré une grande partie de sa vie à l'estampe. Il est enterré à Nesles-la-Vallée (Val-d'Oise) où il avait une résidence secondaire.

## Œuvres

### Affiches

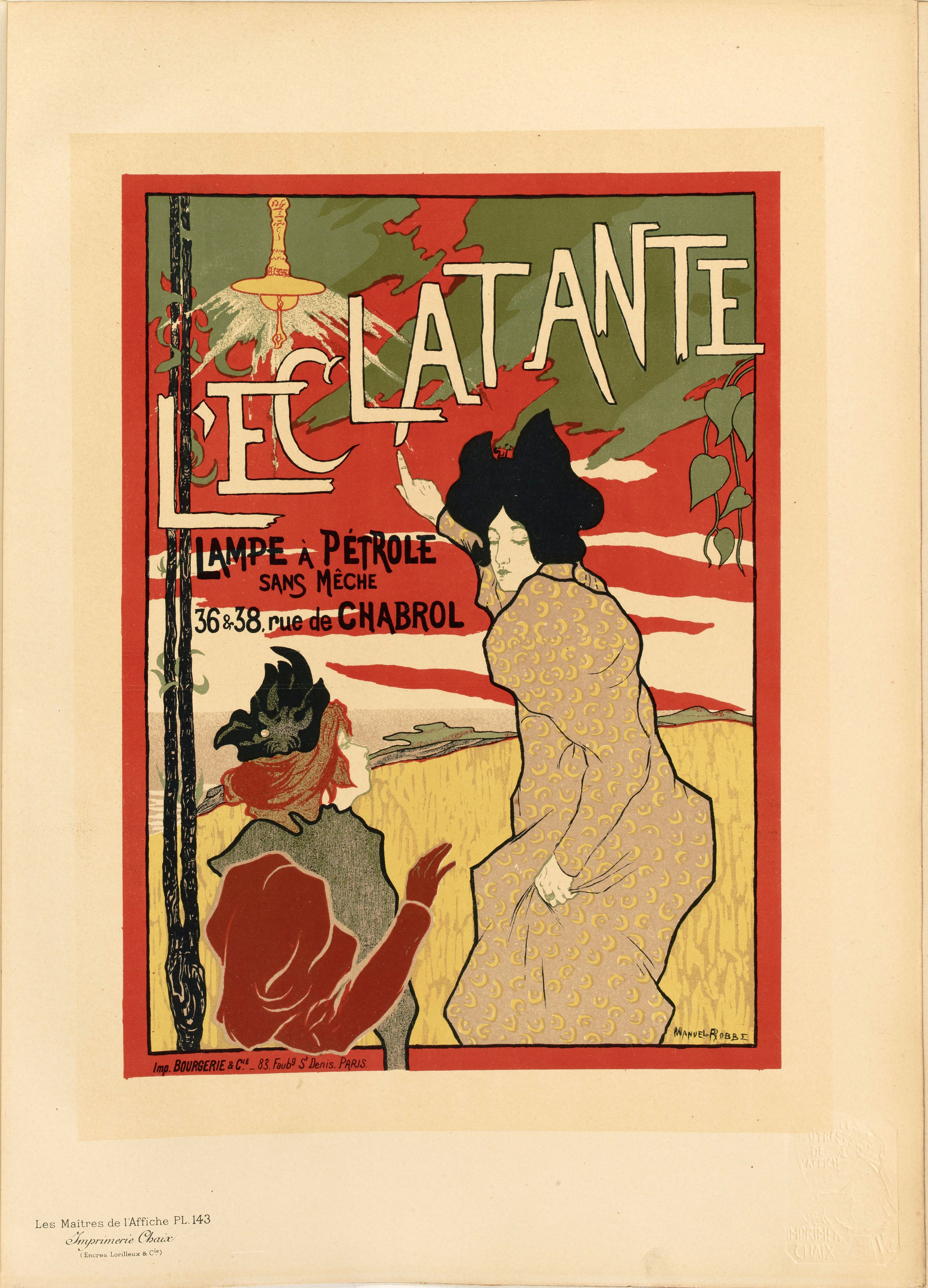
L'Éclatante, reproduite dans Les Maîtres de l'affiche

- 1895 : L'Éclatante, lampe à pétrole sans mèche
- 1897 : Cycles Plasson, couple, imprimerie Bourgerie & Cie (Paris)
- 1897 : Plasson cycles, deux femmes
- s.d. : Les Corsets « Le Furet » - Paris - Hygiène élégance souplesse
- s.d. : Les Corsets « Le Furet » donnent à la taille élégance souplesse aisance...

### Gravures
- Le livre déchiré, lithographie en couleurs, 38 x 46 cm, Gray, musée Baron-Martin ;
- Le marché aux fleurs, lithographie en couleurs, 31 x 26 cm, Gray, musée Baron-Martin ;
- Sans titre, estampe au couleur, Gray, musée Baron-Martin ;
- Sans titre, estampe au couleur, Gray, musée Baron-Martin ;
- Sans titre (Femmes dans un jardin), estampe, Gray, musée Baron-Martin ;
- La Coquette, 1905, épreuve retouchée, Gray, musée Baron-Martin ;
- La toilette, eau forte et aquatinte, Gray, musée Baron-Martin.

### Galerie

Exemples d'œuvres de Manuel Robbe
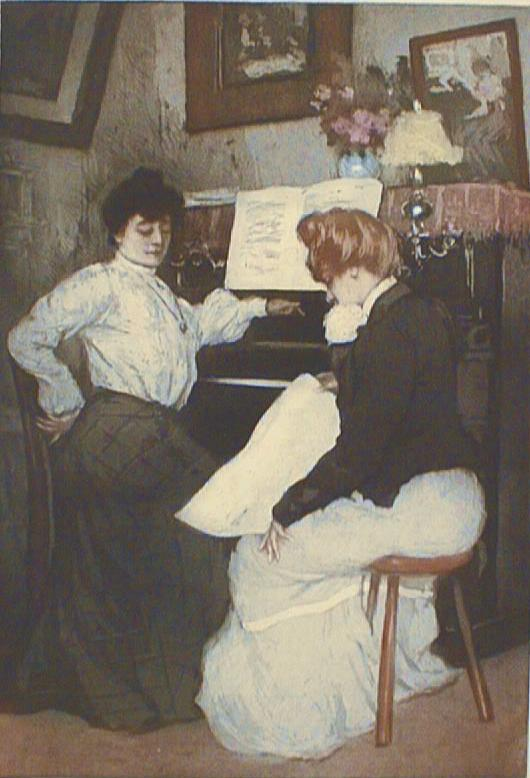
Le Nouveau Morceau de musique (aquatinte).
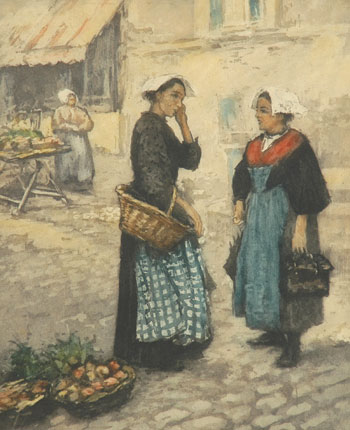
Marché breton